# Жељко Парађина
Жељко Парађина (Станишић, 16. фебруар 1953. – Земун, 23. јануар 1992.) је био српски војни пилот, и учесник рата у Југославији. Убијен је 1992. године када је имао 39 година.

## Биографија
Парађина је одрастао у Станишићу код Сомбора, а Ваздухопловну војну гимназију завршио је у Мостару 1971. године, а затим и Ваздухопловну војну академију. Након завршетка академије је наставио обуку на ловцима-бомбардерима Јастреб у Скопљу, а непостредно пред распад Југославије, прешао је у 252. ескадрилу Курјаци са Ушћа.
Жељко је био пуковник ЈНА, пилот РВ и ПВО. Током рата 1991—1992. године, Парађина је уништио лансере за СКАД ракете, и том приликом су убијени инструктори из Немачке,који су Хрватима донели оружје, као и 50 хрватских војника. Након тога на њега је више пута покушан атентат у Београду. Убијен је у земунском кафићу ОК док је чекао ћерку из школе, 23. јануара 1992. године. С леђа су га убили криминалци Миле Бакић и Милорад Мачешић. Њих двојица су касније убијена у криминалним сачекушама. Главна претпоставка је била да је Парађиново убиство наручила Хрватска обавештајна служба, као освету за погибију њихових војника. Начелник тадашње безбедносне службе у Србији, Јовица Станишић, изнео је сумње да су Парађинове убице ликвидирали припадници КОС-а, у служби генерала Александра Васиљевића, да би осветили Парађина, али то никада није доказано.
У Станишићу, једна улица носи његово име.